# Meganisòpters
Els meganisòpters (Meganisoptera) són un ordre extint de grans insectes paleòpters que van viure des del Carbonífer mitjà al Permià superior. Tenien un aspecte similar als odonats actuals, amb els quals estan relacionats. Inclou alguns dels insectes més grans que han existit mai, com Meganeura.

## Taxonomia
L'ordre Meganisoptera inclou cinc famílies:
- Família Aulertupidae Zessin & Brauckmann, 2010 †
- Família Kohlwaldiidae Guthorl, 1962 †
- Família Meganeuridae Handlirsch, 1906 †
- Família Namurotypidae Bechly, 1996 †
- Família Paralogidae Handlirsch, 1906 †